# 三山岛遗址及哺乳动物化石地点
三山岛遗址及哺乳动物化石地点是一个位于苏州市吴中区太湖中三山岛的旧石器时代遗址，1995年列入江苏省文物保护单位。本遗址于1985年发现，当年年底发掘出大量旧石器时代打制石器，后又发现许多远古时代哺乳动物的化石。